# Off/On
Off/On — третий студийный альбом группы «Чичерина», вышедший 11 марта 2004 года.

## История
Альбом был записан в Германии, в Conny's studio под Кёльном за две недели. Материал состоял исключительно из свежих композиций, созданных после выхода предыдущего релиза «Течение». В 2003 году появился сингл «На запах». Песня исполнялась на фестивале «Нашествие-2003» и попала в ряд сборников. На композицию был снят видеоклип. Выход пластинки состоялся 11 марта 2004 года. Событие сопровождалось внутренними разногласиями в группе. Коллектив покинули бас-гитарист и саунд-продюсер Саша Бурый, барабанщик Максим Митенков, пресс-атташе Лиля Бурмистрова и директор Иннокентий Минеев. Запланированная на 12 марта презентация альбома не состоялась. Ходили слухи о возможном распаде группы. 1 апреля на официальном  пресс-брифинге Юлия Чичерина внесла ясность в ситуацию, назвав слухи о распаде «выдумками журналистов» и объявив, что группа «выходит на новый виток развития».

## Критика
По мнению Екатерины Алексеевой из «InterMedia», альбом получился тяжёлым и депрессивным. Журналистка предположила, что на характер материала могли повлиять личностные перипетии певицы. С точки зрения Бориса Барабанова, наоборот, при прослушивании голоса исполнительницы «представляешь себе совсем другого человека, чем та, кем она является в жизни». Касательно музыкальной составляющей он отметил, что в альбоме «выдающихся мелодий, может быть, не так много (точнее, одна — "Пока"), но нет ни одной проходной».

## Список композиций
Слова и музыка всех песен — Александр «DrOff» Александров, Юлия Чичерина и Максим Митенков.
| №   | Название                      | Аранжировка                   | Длительность |
| --- | ----------------------------- | ----------------------------- | ------------ |
| 1.  | «Off / On»                    | группа «Чичерина», Ben Kinder | 3:40         |
| 2.  | «Была»                        | «Чичерина», B. Kinder         | 4:02         |
| 3.  | «Как будто»                   | «Чичерина», B. Kinder         | 4:40         |
| 4.  | «Почему»                      | «Чичерина», B. Kinder         | 4:21         |
| 5.  | «На запах»                    | «Чичерина», B. Kinder         | 3:32         |
| 6.  | «Пока»                        | «Чичерина», Кирилл Уманский   | 3:45         |
| 7.  | «ЕЕЕ»                         | «Чичерина», B. Kinder         | 3:53         |
| 8.  | «Падаю»                       | «Чичерина», B. Kinder         | 2:40         |
| 9.  | «Она»                         | «Чичерина», B. Kinder         | 4:29         |
| 10. | «Куда»                        | «Чичерина», B. Kinder         | 3:45         |
| 11. | «Неправда»                    | «Чичерина», B. Kinder         | 4:14         |
| 12. | «Была (V-Pod Remix)»          | «Чичерина», B. Kinder         | 4:26         |
| 13. | «Off / On (DrOff / On Remix)» | «Чичерина», B. Kinder         | 4:54         |

## Клипы
- «Пока»[8]
- «Была»[9]
- «На запах»[9]

## Участники записи
| Группа «Чичерина» - Юлия Чичерина — вокал, бэк-вокал - Александр «DrOff» Александров — гитара, бэк-вокал - Азат Мухаметов — гитара - Александр Бурый — бас-гитара, микширование (треки 5, 6), программирование, редактирование, продюсирование - Максим Митенков — акустическая гитара (трек 11), барабаны | Приглашённые музыканты - Иннокентий Минеев — hammod, клавишные, перкуссия, барабаны (трек 1) - Дмитрий Сланский — барабаны (треки 3, 7) - Ben Kinder — акустическая соло-гитара (трек 11), звукорежиссёр, микширование (треки 1—4, 7—13), программирование, продюсирование - Струнный квартет оркестра «Globalis» — струнные (трек 6) |

- Владимир Овчинников — звукорежиссёр, микширование
- Marc Weiss — ассистент звукорежиссёра
- Виталий Доронин — ассистент звукорежиссёра
- Tom Meyer — мастеринг
- «Тон-студия» киноконцерна «Мосфильм» — микширование (треки 1—4, 7—13)